# Rancora matricariae
Rancora matricariae är en fjärilsart som beskrevs av Hans Hermann Behr 1874. Rancora matricariae ingår i släktet Rancora och familjen nattflyn. Inga underarter finns listade.